# Xilomichi
Xilomichi är en ort i Mexiko.   Den ligger i kommunen Calcahualco och delstaten Veracruz, i den sydöstra delen av landet, 210 km öster om huvudstaden Mexico City. Xilomichi ligger 2 050 meter över havet och antalet invånare är 717.
Terrängen runt Xilomichi är kuperad österut, men västerut är den bergig. Runt Xilomichi är det tätbefolkat, med 331 invånare per kvadratkilometer. Närmaste större samhälle är Huatusco de Chicuellar, 18,1 km öster om Xilomichi. Omgivningarna runt Xilomichi är en mosaik av jordbruksmark och naturlig växtlighet.